# Alle Farben

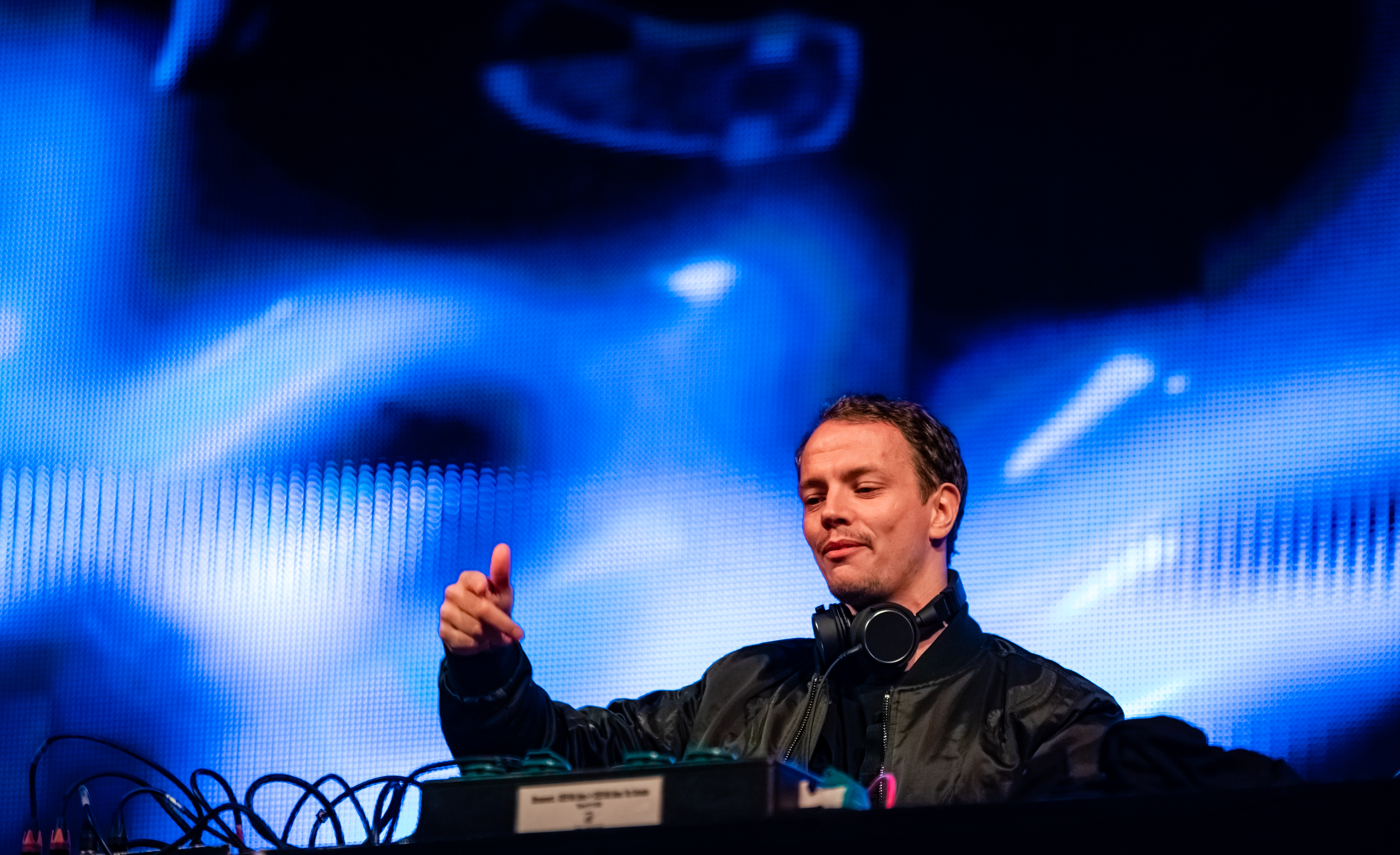
Alle Farben live bei Rock am Ring 2019

Alle Farben (* 5. Juni 1985 in Berlin; bürgerlich Frans Zimmer) ist ein deutscher DJ und Musikproduzent. Er produziert und spielt House/Tech House.

## Leben und Karriere
Frans Zimmer wuchs in Berlin-Kreuzberg auf, dem Stadtteil, in dem er bis heute lebt und arbeitet. Seine Eltern betreiben einen Altwarenladen. Nach der Oberschule wollte Zimmer zunächst Malerei studieren, scheiterte jedoch an der Aufnahmeprüfung an der Universität der Künste in Berlin. Stattdessen absolvierte er an einer Privatschule eineinhalb Jahre lang eine Ausbildung zum Grafikdesigner. Er brach die Ausbildung ab und verdiente in den folgenden Jahren sein Geld mit Gelegenheitsjobs – zuletzt dreieinhalb Jahre als Konditor in einem Berliner Café. Zudem verkaufte er in Kneipen selbstgemachte Postkarten und malte Bilder, die er verkaufte oder an Freunde verschenkte.
Seit 2009 konzentriert er sich auf die Musikproduktion. Inspiriert vom Künstler Friedensreich Hundertwasser nannte er sich zunächst „Hundert Farben“, später änderte er seinen Künstlernamen in „Alle Farben“. Bekannt wurde er vor allem über SoundCloud. 2012 gelang ihm der Durchbruch, als er am 1. Mai beim Electro Swing Club Open Air vor etwa 30.000 Menschen auf dem ehemaligen Flughafen Tempelhof in Berlin spielte.
Frans Zimmer ist seit 2014 beim Label Guesstimate/b1 Recordings und beim Verlag Budde Music unter Vertrag. Sein Debütalbum Synesthesia – I Think in Colours erschien 2014 auf dem gleichnamigen neuen Berliner Imprint „Synesthesia“. Zimmer hat eine leichte Form der Synästhesie. Als erste Singleauskopplung erschien am 15. April 2014 She Moves (Far Away) mit Graham Candy. Zimmer bezeichnete die Musikrichtung dieses Liedes als Singer-Songwriter-Folk-Elektro.
Das zusammen mit Sängerin Anna Naklab und dem Produzenten-Duo Younotus produzierte Remake des Titels Supergirl der Band Reamonn erreichte die Spitze der österreichischen Charts und hielt sich 42 Wochen in den deutschen Charts und erreichte Platin-Status.
2016 erschien das zweite Album Music Is My Best Friend. Die Single-Auskopplung Please Tell Rosie aus dem Album Music Is My Best Friend, die Alle Farben abermals in Zusammenarbeit mit Younotus produziert hatte, landete auf Platz 3 der deutschen Singlecharts und brachte Alle Farben die zweite Platin-Auszeichnung ein. Die dritte Single-Auskopplung Bad Ideas, die zusammen mit dem Sänger Chris Gelbuda entstand, erreichte ebenfalls die Top 10 der deutschen Singlecharts. Im Sommer 2016 trat Alle Farben auf einigen Festivals auf, unter anderem auf dem Awakenings Festival in den Niederlanden, dem SonneMondSterne-Festival und dem MS Dockville.
2017 veröffentlichte Alle Farben seine Single Little Hollywood, die in Zusammenarbeit mit dem Sänger Janieck Devy, der als Sänger von Lost Frequencies Reality bekannt ist, entstand. 2018 wurde der Song Fading, bei dem die albanisch-schweizerische Sängerin ILIRA als Featured Artist die Vocals beisteuert, veröffentlicht. 2019 erschien die Single Walk Away, die Alle Farben zusammen mit dem britischen Sänger James Blunt aufnahm, Alle Farben–Remixe von Khalid & Disclosures Talk, Gavin James’ Always, Zara Larssons Don’t Worry ’Bout Me, Sarah Connors Vincent und Martin Jensen (DJ) & James Arthurs Nobody, sowie die Singles Different For Us (gemeinsam mit Jordan Powers) und As Far As Feelings Go (gemeinsam mit Justin Jesso).
Im Januar 2020 erschien die Single Follow You, die gemeinsam mit dem schwedischen Sänger und Songwriter Alexander Tidebrink aufgenommen wurde.
Am 9. Juli 2021 veröffentlichte Alle Farben, gemeinsam mit dem deutschen DJ Robin Schulz, ein Remake des Medleys Somewhere over the Rainbow / What a Wonderful World, bei dem der Originalsänger Israel Kamakawiwoʻole auch als offizieller Gastsänger geführt wird.
Im Mai 2022 veröffentlichte er die Single Let It Rain Down, für die er die niederländische Sängerin PollyAnna engagierte. Das Musikvideo zur Single drehte Kevin Ferstl in Lissabon. Im März 2023 veröffentlichte Alle Farben die Single I Need To Know, für die er den irischen Sänger Flynn engagierte.
Mehrere Wochen im Jahr verbringt er in Thailand, das er als sein „zweites Zuhause“ bezeichnet.

## Diskografie
Studioalben

| Jahr | Titel Musiklabel                                      | Höchstplatzierung, Gesamtwochen, AuszeichnungChartplatzierungen (Jahr, Titel, Musiklabel, Platzierungen, Wochen, Auszeichnungen, Anmerkungen) | Höchstplatzierung, Gesamtwochen, AuszeichnungChartplatzierungen (Jahr, Titel, Musiklabel, Platzierungen, Wochen, Auszeichnungen, Anmerkungen) | Höchstplatzierung, Gesamtwochen, AuszeichnungChartplatzierungen (Jahr, Titel, Musiklabel, Platzierungen, Wochen, Auszeichnungen, Anmerkungen) | Anmerkungen                                            |
| Jahr | Titel Musiklabel                                      | DE | AT | CH | Anmerkungen                                            |
| ---- | ----------------------------------------------------- | --- | --- | --- | ------------------------------------------------------ |
| 2014 | Synesthesia – I Think in Colours B1 Recordings (Sony) | DE20 (9 Wo.)DE | AT54 (1 Wo.)AT | CH40 (2 Wo.)CH | Erstveröffentlichung: 23. Mai 2014                     |
| 2016 | Music Is My Best Friend B1 Recordings (Sony)          | DE20 (8 Wo.)DE | — | CH55 (1 Wo.)CH | Erstveröffentlichung: 3. Juni 2016                     |
| 2019 | Sticker on My Suitcase B1 Recordings (Sony)           | DE29 (2 Wo.)DE | AT72 (1 Wo.)AT | CH67 (1 Wo.)CH | Erstveröffentlichung: 14. Juni 2019 Verkäufe: + 10.000 |

## Künstlerauszeichnungen
- PARTYSAN Award
  - 2011: in der Kategorie: Newcomer[25]
- Newcomer Contest Bayern
  - 2012: in der Kategorie DJ National[26]
- 1 Live Krone
  - 2014: nominiert in der Kategorie Beste Single[27]
  - 2016: nominiert in der Kategorie Beste Single[28]
- Echo
  - 2015: nominiert in der Kategorie Dance National[29]
  - 2017: in der Kategorie Dance National
- Newcomer Contest Bayern
  - 2015: in der Kategorie Vom Newcomer zum Star[30]